# Ammoglanis natgeorum
Ammoglanis natgeorum — вид сомоподібних риб родини Trichomycteridae. Описаний у 2020 році.

## Назва
Видова назва natgeorum вшановує Національне географічне товариство (NatGeo), яке грантом підтримало дослідження, в рамках якого відкритий новий вид.

## Поширення
Ендемік Венесуели. Поширений у нижній частині річки Атабапо, лівої притоки Оріноко.

## Спосіб життя
Виявлений на ділянці річки з піщаним дном з нечисленною рослинністю.